# Gran Premi de Mònaco del 1958
Resultats del Gran Premi de Mònaco de Fórmula 1 de la temporada 1958, disputat al circuit urbà de Montecarlo el 18 de maig del 1958.

## Resultats de la cursa
| Pos | No | Pilot                    | Equip            | Voltes | Temps/ Retir.     | Pos. de sort. | Punts |
| --- | -- | ------------------------ | ---------------- | ------ | ----------------- | ------------- | ----- |
| 1   | 20 | Maurice Trintignant      | Cooper - Climax  | 100    | 2h 52' 27. 9      | 5             | 8     |
| 2   | 34 | Luigi Musso              | Ferrari          | 100    | + 20.2 s          | 10            | 6     |
| 3   | 36 | Peter Collins            | Ferrari          | 100    | + 38.8 s          | 9             | 4     |
| 4   | 16 | Jack Brabham             | Cooper - Climax  | 97     | + 3 Voltes        | 3             | 3     |
| 5   | 8  | Harry Schell             | BRM              | 91     | + 9 Voltes        | 12            | 2     |
| 6   | 24 | Cliff Allison            | Lotus - Climax   | 87     | + 13 Voltes       | 13            |       |
| Ret | 40 | Wolfgang von Trips       | Ferrari          | 91     | Motor             | 11            |       |
| Ret | 58 | Jo Bonnier               | Maserati         | 71     | Accident          | 16            |       |
| Ret | 26 | Graham Hill              | Lotus - Climax   | 69     | Palier            | 15            |       |
| Ret | 18 | Roy Salvadori            | Cooper - Climax  | 56     | Caixa canvi       | 4             |       |
| Ret | 38 | Mike Hawthorn            | Ferrari          | 47     | Bomba combustible | 6             | 1     |
| Ret | 28 | Stirling Moss            | Vanwall          | 38     | Motor             | 8             |       |
| Ret | 6  | Jean Behra               | BRM              | 29     | Frens             | 2             |       |
| Ret | 46 | Giorgio Scarlatti        | Maserati         | 28     | Motor             | 14            |       |
| Ret | 30 | Tony Brooks              | Vanwall          | 22     | Motor             | 1             |       |
| Ret | 32 | Stuart Lewis-Evans       | Vanwall          | 11     | Sobre escalfament | 7             |       |
| NVQ | 22 | Ron Flockhart            | Cooper - Climax  |        |                   |               |       |
| NVQ | 50 | Ken Kavanagh             | Maserati         |        |                   |               |       |
| NVQ | 48 | Gerino Gerini            | Maserati         |        |                   |               |       |
| NVQ | 12 | Bruce Kessler            | Connaught - Alta |        |                   |               |       |
| NVQ | 14 | Paul Emery               | Connaught -Alta  |        |                   |               |       |
| NVQ | 44 | Maria Teresa de Filippis | Maserati         |        |                   |               |       |
| NVQ | 56 | André Testut             | Maserati         |        |                   |               |       |
| NVQ | 52 | Giulio Cabianca          | O.S.C.A.         |        |                   |               |       |
| NVQ | 54 | Luigi Piotti             | O.S.C.A.         |        |                   |               |       |
| NVQ | 42 | Horace Gould             | Maserati         |        |                   |               |       |
| NVQ | 10 | Ron Flockhart            | BRM              |        |                   |               |       |
| NVQ | 12 | Bernie Ecclestone        | Connaught - Alta |        |                   |               |       |
| NVQ | 50 | Luigi Taramazzo          | Maserati         |        |                   |               |       |
| NVQ | 56 | Louis Chiron             | Maserati         |        |                   |               |       |
| NVQ | 4  | Paco Godia               | Maserati         |        |                   |               |       |

## Altres
- Pole: Tony Brooks 1' 39. 80
- Volta ràpida: Mike Hawthorn 1' 40. 60 (a la volta 36)